# Placă din fibre de lemn

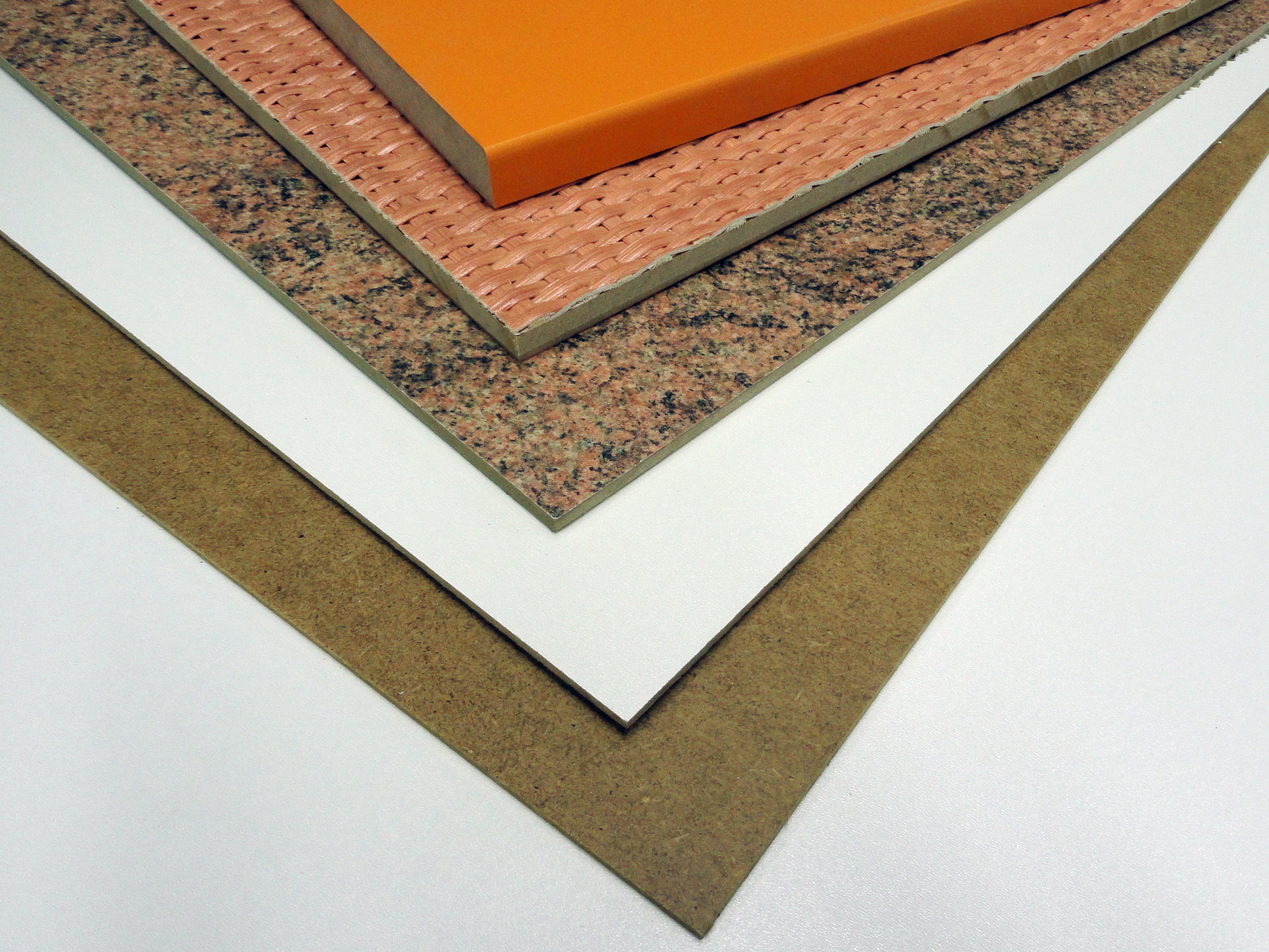
Plăci PFL

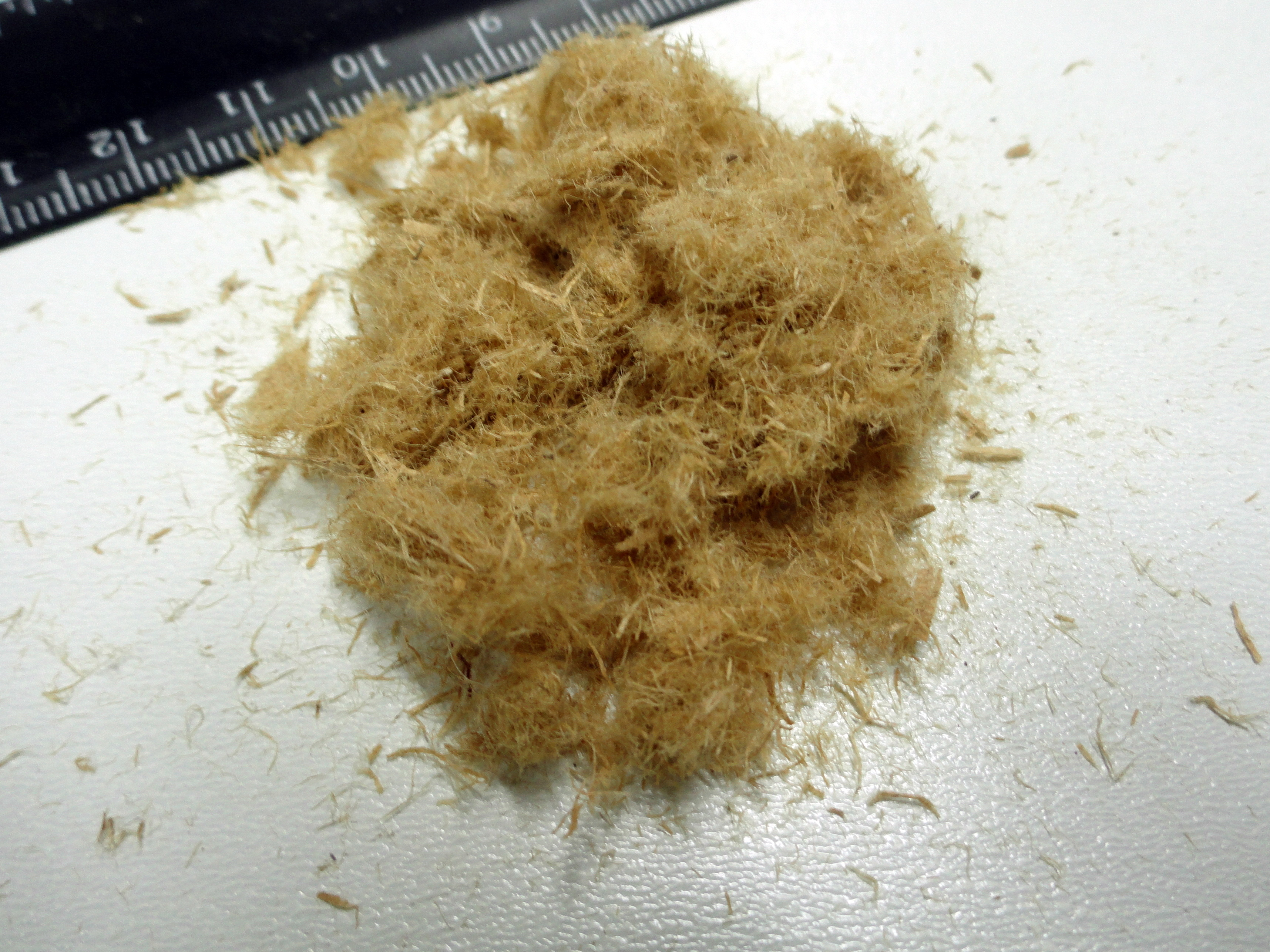
Fibre de lemn

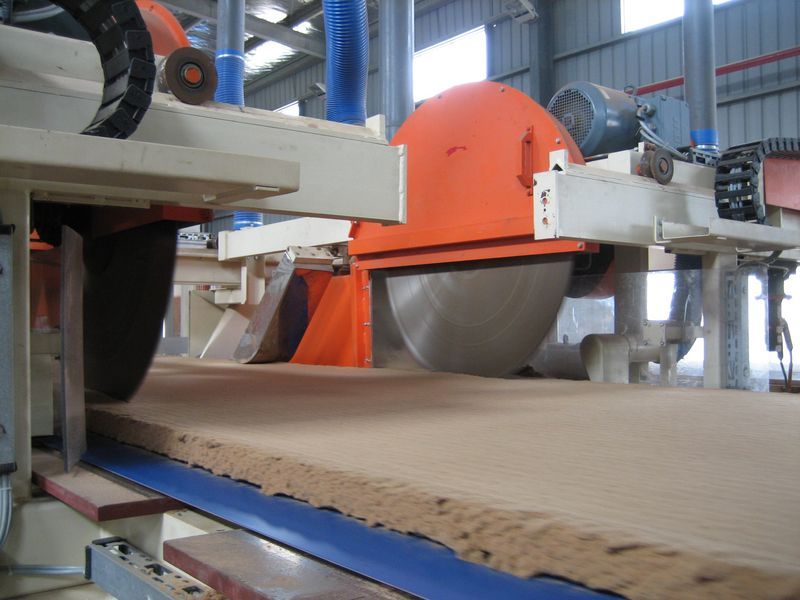
Formatarea cu pânze de ferăstrău circular, a canturilor covorului de fibre de lemn pregătit pentru presare

PFL adică Plăci din Fibre de Lemn sau fiberboard (engleza americană) ori fibreboard (engleza britanică), face parte din categoria plăcilor aglomerate din lemn, alături de plăcile din așchii de lemn (PAL) sau plăcile MDF (medium-density fibreboard) și HDS (high-density fibreboard), fiind un produs fabricat din fibre de lemn. Plăcile de PFL sunt folosite preponderent în industria mobilei. Fibrele de lemn sunt amestecate cu lianți pe bază de rășini formaldehidice, presărate pe bandă de oțel și presate în plăci.